# Estación Cañada Verde
Cañada Verde es una estación ferroviaria ubicada en la localidad de Villa Huidobro, Departamento General Roca, Provincia de Córdoba, Argentina.

## Servicios
Pertenece al Ferrocarril General San Martín de la red ferroviaria argentina, en el ramal que une las estaciones de Justo Daract y esta.

## Historia
En el año 1891 cuando se establece Jesús Porto en la estancia “Cañada Verde”, obtiene de Dr. Garlez la autorización para la creación de una estafeta, prolongando entonces el servicio de correo a caballo hasta ella, beneficiando una zona mayor que dicho servicio requería, pues en ese período aumenta el número de pobladores. Con la llegada de la mensajería, que también prestaban servicios de correos se abarata el transporte y se mejoran las condiciones de viaje.
El 21 de diciembre de 1900, el Poder Ejecutivo provincial aprueba el contrato suscrito para la instalación de una mensajería entre Río Cuarto y Cañada Verde; habría de pasar entre  Villa Sarmiento “El Retiro” y  “Estancia el Cristiano”. Ésta es la primera mención oficial de Cañada Verde que se ha encontrado.
En el año 1900, las dos estancias que existían en estos lugares, “El Cristiano” y “Cañada Verde” adquieren gran importancia dentro del departamento por ser el núcleo receptor de los primeros colonizadores que iban llegando a partir de 1896. Fueron estas dos estancias los cimientos del futuro pueblo que iría a poblarse con personas que llegaban a instancias de la inminente colocación de las vías ferroviarias y también el conocimiento de la construcción de una estación de ferrocarril.
A principios de 1901 comenzaron las obras para la construcción de la estación Cañada Verde. La gente llegaba al lugar con ideas de abrir nuevos horizontes viendo la posibilidad de adquirir nuevas fuentes de ingreso.
El 1 de diciembre de 1901, llegó el tren por primera vez a esta localidad con varios pasajeros. Cañada Verde fue punto de riel hasta octubre de 1902, en que se inauguró el tramo hasta La Nacional.
Aún contando con el ferrocarril, el pueblo seguía siendo considerado una aldea, motivo por el cual el 1 de enero de 1902 en una reunión de vecinos se declara a este paraje pueblo, ese día se realiza un acto quedando inaugurado oficialmente la nueva población y se lo bautiza con el nombre Cañada Verde. En la misma fecha se da el primer paso administrativo, formándose la “Comisión pro edificios públicos de Cañada Verde”. 
Según datos extraídos de las memorias de los ferrocarriles nacionales, podemos verificar que durante el año 1902 partieron 1933 pasajeros y llegaron 2362, se cargaron exactamente 848 toneladas y descargándose 18.407. Además, en tan solo cuatro días (del 6 al 10 de agosto de 1902) se realizaron 17 escrituras; ventas de tierras efectuadas a los nuevos habitantes de Cañada Verde.

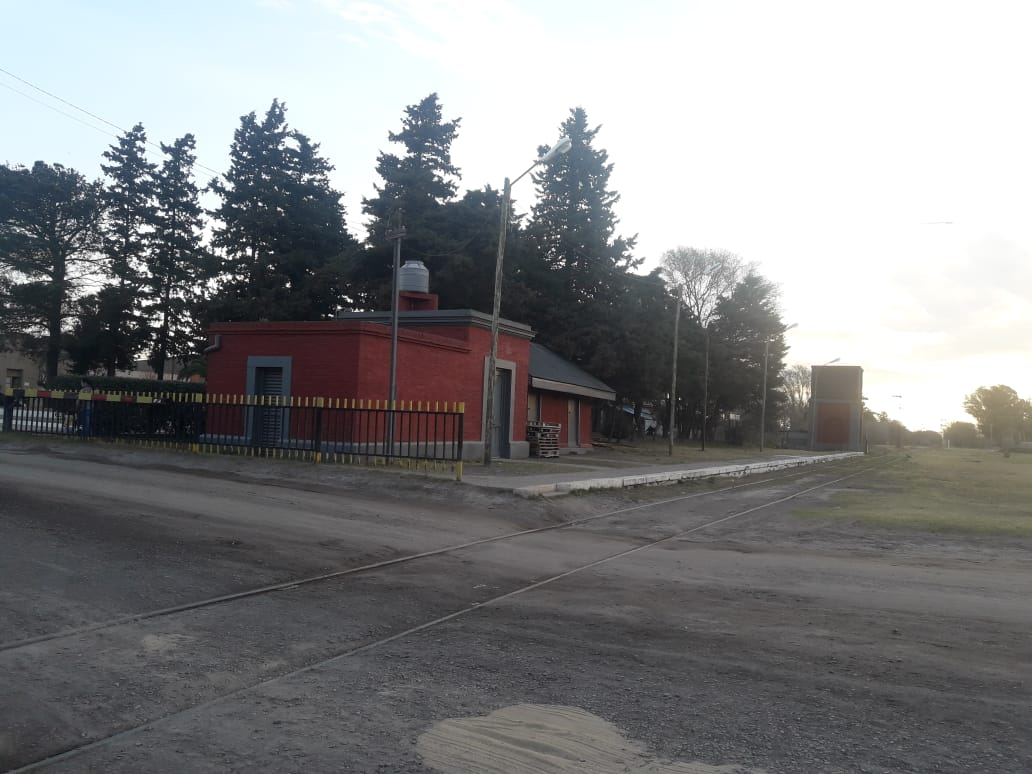

En el año 1905 fue inaugurada la Estación, por parte del Ferrocarril Buenos Aires al Pacífico.